# La Noë-Poulain
Noë-Poulain – miejscowość i gmina we Francji, w regionie Normandia, w departamencie Eure.
Według danych na rok 1990 gminę zamieszkiwało 159 osób, a gęstość zaludnienia wynosiła 34 osoby/km² (wśród 1421 gmin Górnej Normandii Noë-Poulain plasuje się na 740 miejscu pod względem liczby ludności, natomiast pod względem powierzchni na miejscu 713).